# Love's Strategy (film 1910)
Love's Strategy è un cortometraggio muto del 1910 diretto da Lewin Fitzhamon.

## Trama
Una ragazza scappa di casa, aiutata dalla cameriera che prende il suo posto alla cerimonia di nozze di un matrimonio che le era stato imposto.

## Produzione
Il film fu prodotto dalla Hepworth.

## Distribuzione
Distribuito dalla Hepworth, il film - un cortometraggio di 244 metri - uscì nelle sale cinematografiche britanniche nel gennaio 1910.
Si conoscono pochi dati del film che, prodotto dalla Hepworth, fu distrutto nel 1924 dallo stesso produttore, Cecil M. Hepworth. Fallito, in gravissime difficoltà finanziarie, il produttore pensò in questo modo di poter almeno recuperare il nitrato d'argento della pellicola.